# The Oh in Ohio
The Oh in Ohio es una película cómica del 2006, dirigida por Billy Kent. Se exhibió en varios festivales estadounidenses desde marzo hasta mayo de 2006 y fue distribuida en las salas cinematográficas por Cyan Pictures el 14 de julio de 2006. Con exteriores en Cleveland, la mayoría de la película se rodó en lugares señalados de Cleveland como Coventry Village y la Case Western Reserve University.

## Trama
Frustrado por el hecho de que no puede provocar un orgasmo a su esposa Priscilla (Parker Posey), Jack (Paul Rudd) se muda de la casa y comienza una relación con Kristen (Mischa Barton), su estudiante de 16 años de la clase de biología. Después de probar con muchos hombres e incluso con Justine (Heather Graham), la chica de la sex shop que le vendió el dildo con el que tuvo su primer orgasmo, Priscilla termina por encontrar, en Wayne (Danny DeVito), mucho mayor que ella, al primer hombre con quien encuentra una relación sexualmente satisfactoria. Liza Minnelli es Alyssa Donahue, una terapeuta sexual que orienta a un grupo de mujeres que desean alcanzar el orgasmo.

## Crítica
La película fue un fracaso comercial, pues ganó menos del 10% de los $5 millones del presupuesto en la taquilla. Recibió un 21% de aprobación en Rotten Tomatoes, a partir de 67 críticas (53 negativas, 14 positivas). Dan Callahan, de Slant Magazine, le dio a la película 0 de 4 estrellas: «una comedia inverosímil, extrañamente deprimente», y añadió que «no hay risa en ella». Entertainment Weekly fue más favorable, pues le dio a la película un 'B-', y Owen Gleiberman la describió como «un pasatiempo tonto y divertido».

## Elenco
- Parker Posey como Priscilla Chase
- Paul Rudd como  Jack Chase
- Danny DeVito como Wayne Sianidis
- Mischa Barton como  Kristen Taylor
- Keith David como el entrenador Popovich
- Liza Minnelli como Alyssa Donahue
- Heather Graham como  dependienta de la sex shop